# Абас Ализада
Абас Ализада (пер.: عباس علیزاده), познат као авганистански Брус Ли, је аматерски кунг-фу и вушу спортиста из Авганистана. Ализада је на друштвеним мрежама постао популаран због велике сличности са Брусом Лијем. Популаран је у Авганистану, а за њега су чули и многи широм свијета, јер су о њему писали неки од највећих свјетских медија, попут Би-би-сија.